# 京雄商高速铁路
京雄商高速铁路，简称京雄商高铁，即京港高速铁路北京丰台至雄安至商丘段，是中华人民共和国一条建设中的连接北京市、河北省雄安新区与河南省商丘市的高速铁路，是京港高速铁路的组成部分。雄安以北走向位于京广铁路与京九铁路之间，雄安以南走向与京九铁路基本一致。京雄商高铁全线长度约639公里，雄安新区至商丘段工程正线长度552.547km，工程总投资810.8亿元。

## 历史
在2016年7月印发的《中长期铁路网规划》中，北京～衡水～菏泽～商丘段铁路与商杭客运专线（商丘-合肥段）、合安九客运专线、阜冈九客运专线、昌九城际铁路、昌赣客运专线、赣深客运专线、广深港高速铁路（深圳-香港段）等线路一同构成“八纵八横”高速铁路主通道中的京港（台）通道；在2017年4月河北雄安新区成立后，该铁路北京至雄安段改变原规划走向，原有线位由后来的京雄城际铁路继承；在2017年12月公布的《铁路“十三五”发展规划》中，北京至商丘铁路被纳入“十三五”高速铁路重点项目；在2018年4月公布的《河北雄安新区规划纲要》中，京雄商高速铁路以“京港台高铁京雄－雄商段”的名义被纳入雄安新区“四纵两横”区域高速铁路交通网络。
京港台高铁通道丰台至雄安至商丘段为2019年中国铁路总公司计划新开工项目，重要程度仅次于川藏铁路。2019年1月，京港台高铁丰台至雄安至商丘段可研评估会、行业评审会同时在北京召开，形成了初步评估意见和行业审查意见。
2020年6月5日，环境影响评价第一次信息公告公布。10月12日，雄安至商丘段环境影响评价第二次信息公告公布。11月26日，雄安新区至商丘段的可行性研究报告获得国家发改委批复。
2021年12月23日，雄商段初步设计鉴修审查会召开。
2022年1月5日，雄商段环境影响报告书获得生态环境部批复。2月21日，雄商段洪水影响评价获水利部黄河水利委员会行政许可。6月20日，雄商段初步设计获国铁集团、河北省、山东省、河南省人民政府联合批复。
2022年8月3日，雄商段施工监理招标。8月5日，站前工程施工招标。
2022年9月29日，雄商段正式开工建设。
2023年8月28日，雄商段全线首榀箱梁在菏泽顺利架设。

## 车站
| 京雄商高速铁路 |                 |                 |        |        |               |                       |                                                                             |                               |
| 名称 | 中心程 （公里） | 站间距 （公里） | 行政区 | 行政区 | 行政区        | 规模 仅京港台高铁部分 | 连接铁路                                                                    | 城市轨道交通                  |
| 北京丰台 | 0               | -               | 北京市 | 北京市 | 丰台区        | 3台6线[1]             | 京广高速铁路 京广铁路 京沪铁路 丰沙铁路                                     | 北京地铁10号线 北京地铁16号线 |
| 大兴西（预留） | 未知            | 未知            | 北京市 | 北京市 | 大兴区        | 不適用                | 不適用                                                                      | 不適用                        |
| 双辛 | 未知            | 未知            | 河北省 | 保定市 | 高碑店市      | 2台4线                | 不適用                                                                      | 不適用                        |
| 雄安 | 未知            | 未知            | 河北省 | 保定市 | 雄安新区 雄县 | 7台12线[2]            | 京雄城际铁路 雄忻高速铁路（在建） 石雄城际铁路（规划） 津雄城际铁路（规划） | 雄安轨道交通R1线（规划）      |
| 任丘西 | 未知            | 未知            | 河北省 | 沧州市 | 任丘市        | 2台6线                | 不適用                                                                      | 不適用                        |
| 肃宁东 | 未知            | 未知            | 河北省 | 沧州市 | 肃宁县        | 2台6线                | 不適用                                                                      | 不適用                        |
| 深州东 | 未知            | 未知            | 河北省 | 衡水市 | 深州市        | 2台4线                | 不適用                                                                      | 不適用                        |
| 衡水南 | 未知            | 未知            | 河北省 | 衡水市 | 桃城区        | 2台6线                | 石济客运专线（规划联络线）                                                  | 不適用                        |
| 枣强南 | 未知            | 未知            | 河北省 | 衡水市 | 枣强县        | 2台4线                | 不適用                                                                      | 不適用                        |
| 清河西 | 未知            | 未知            | 河北省 | 邢台市 | 清河县        | 2台6线                | 不適用                                                                      | 不適用                        |
| 临清东 | 未知            | 未知            | 山东省 | 聊城市 | 临清市        | 2台5线                | 不適用                                                                      | 不適用                        |
| 聊城西 | 未知            | 未知            | 山东省 | 聊城市 | 东昌府区      | 2台6线[3]             | 济郑高速铁路 德州–聊城–泰安城际铁路（预留） 聊邯长客运专线（预留）          | 不適用                        |
| 阳谷东 | 未知            | 未知            | 山东省 | 聊城市 | 阳谷县        | 2台5线                | 不適用                                                                      | 不適用                        |
| 台前东 | 未知            | 未知            | 河南省 | 濮阳市 | 台前县        | 2台4线                | 不適用                                                                      | 不適用                        |
| 梁山 | 未知            | 未知            | 山东省 | 济宁市 | 梁山县        | 2台4线[4]             | 京九铁路                                                                    | 不適用                        |
| 郓城 | 未知            | 未知            | 山东省 | 菏泽市 | 郓城县        | 2台4线[4]             | 京九铁路                                                                    | 不適用                        |
| 菏泽东 | 未知            | 未知            | 山东省 | 菏泽市 | 定陶区        | 3台7线[5]             | 日兰高速铁路                                                                | 不適用                        |
| 曹县西 | 未知            | 未知            | 山东省 | 菏泽市 | 曹县          | 2台6线                | 不適用                                                                      | 不適用                        |
| 商丘 | 未知            | 未知            | 河南省 | 商丘市 | 梁园区        | 3台8线[6]             | 商杭客运专线 徐兰高速铁路 陇海铁路 京九铁路（联络线）                       | 不適用                        |
| 注释 |                 |                 |        |        |               |                       |                                                                             |                               |
| 1 北京丰台站总规模为17台32线，其中高速场6台12线。 2 雄安站总规模为10台19线。 3 聊城西站总规模为6台15线。 4 梁山站、郓城站均为在既有站旁另建高速场。 5 菏泽东站总规模为6台15线。 5 商丘站总规模为9台23线。 |                 |                 |        |        |               |                       |                                                                             |                               |